# Republika Alby (1796–1801)
Republika Alby – państwo włoskie utworzone przez Francję 25 kwietnia 1796 ze stolicą w Albie. 19 kwietnia 1801 włączono ją do Francji.